# Werenów (gmina)
Werenów (od 11 kwietnia do 10 czerwca 1929 Woronowo) – dawna gmina wiejska istniejąca w latach 1929–1939 w województwie nowogródzkim w Polsce (obecnie na Białorusi). Siedzibą władz gminy było miasteczko Werenów (także jako Woronowo lub Woronów; 1.232 mieszk. w 1921 roku).
Gminę o nazwie Woronowo utworzono 11 kwietnia 1929 roku w powiecie lidzkim w woj. nowogródzkim z części obszaru zniesionych gmin Mackiszki i Siedliszcze oraz (nie zniesionych) gmin Żyrmuny i Bieniakonie. Już 11 czerwca 1929 roku nazwę gminy zmieniono na Werenów. 
Po wojnie obszar gminy Werenów został odłączony od Polski i włączony do Białoruskiej SRR.